# Râmeț
Râmeț oder alte Schreibweise Rîmeț [ˈrɨmet͡s] (veraltet Rămeț; deutsch Einsiedel, ungarisch Remete) ist eine rumänische Gemeinde im Kreis Alba in der Region Siebenbürgen.
Der Ort Râmeț ist auch unter den alten rumänischen Bezeichnungen Rîmeți und Rimeț bekannt.

## Geographische Lage

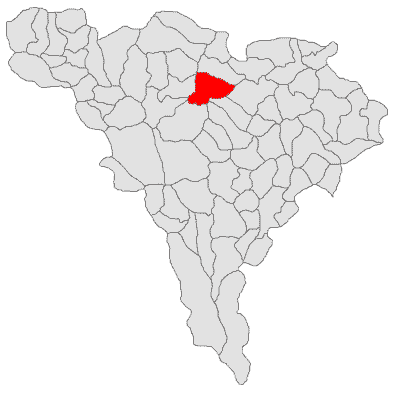
Lage der Gemeinde Râmeț im Kreis Alba

Die Gemeinde Râmeț liegt im Trascău-Gebirge im Westen Siebenbürgens. An der Kreisstraße (Drum județean) DJ 107I, befindet sich der Ort Râmeț etwa 20 Kilometer westlich der nächstgelegenen Kleinstadt Aiud; die Kreishauptstadt Alba Iulia liegt ca. 50 Kilometer südlich entfernt. Râmeț ist Teil des historischen Motzenlandes.
Die meisten eingemeindeten Siedlungen sind ungünstig zu erreichen. Lediglich in der Ortschaft Valea Mănăstirii verkehren Busse (Stand 2008). Die nächste Bahnstation befindet sich in Aiud an der Bahnstrecke Alba Iulia–Târgu Mureș.

## Geschichte
Der Ort wurde im Jahr 1441 unter dem Namen Remete erstmals urkundlich erwähnt. Er ist seitdem durch Land-, vor allem aber durch Weidewirtschaft geprägt.
Am 29. November 1784 kam es auf dem Gebiet der Gemeinde zu Kämpfen zwischen aufständischen Bauern und der Österreichisch-Ungarischen Armee. Den Aufständischen gelang es, hier einen Sieg zu erringen.

## Bevölkerung
Die im Jahr 2002 noch 751 Einwohner der Gemeinde bezeichneten sich ausnahmslos als Rumänen. Die Einwohnerzahl blieb seit der ersten offiziellen Erfassung 1850 zunächst weitgehend stabil, erreichte 1956 mit 2159 den Höhepunkt und nahm seitdem dramatisch ab. Ähnliches gilt für den eigentlichen Ort Râmeț; hier sank die Zahl der Bewohner von 184 im Jahr 1966 auf 64 im Jahr 2002. Im Ort Râmeț wurde 1900 die höchste Anzahl der Ungarn (8), 1977 die der Deutsche (2) und die der Roma (15) 1850 ermittelt.
In den zur Gemeinde gehörigen Dörfern verlief die Bevölkerungsentwicklung sehr unterschiedlich; während z. B. in der verkehrsmäßig gut angebundenen Talsiedlung Valea Mănăstirii die Einwohnerzahl etwa konstant blieb, nahm sie in den höher gelegenen und schlechter erreichbaren Siedlungen besonders stark ab. So ist etwa der Ortsteil Cheia (1956 132 Einwohner) heute praktisch verlassen.

## Sehenswürdigkeiten
- Auf dem Territorium von Râmeț befinden sich mehrere Talschluchten, in denen die Höhenrücken des Trascău-Gebirges von Bächen durchbrochen werden. Die bedeutendsten hiervon sind Cheile Râmețului (etwa „Râmeț-Schlucht“)[7] und Cheile Mănăstirii (etwa „Klosterschlucht“). Im Gemeindegebiet existiert ein dichtes Netz geeigneter, teilweise markierter Wanderwege.
- In den kleinen Streusiedlungen finden sich zahlreiche strohgedeckte Häuser ohne Schornstein, die allerdings nur noch selten zu Wohnzwecken dienen.
- Die touristische Hauptattraktion der Gemeinde ist das Râmeț-Kloster im Ortsteil Valea Mănăstirii.